# Andreas Helmling

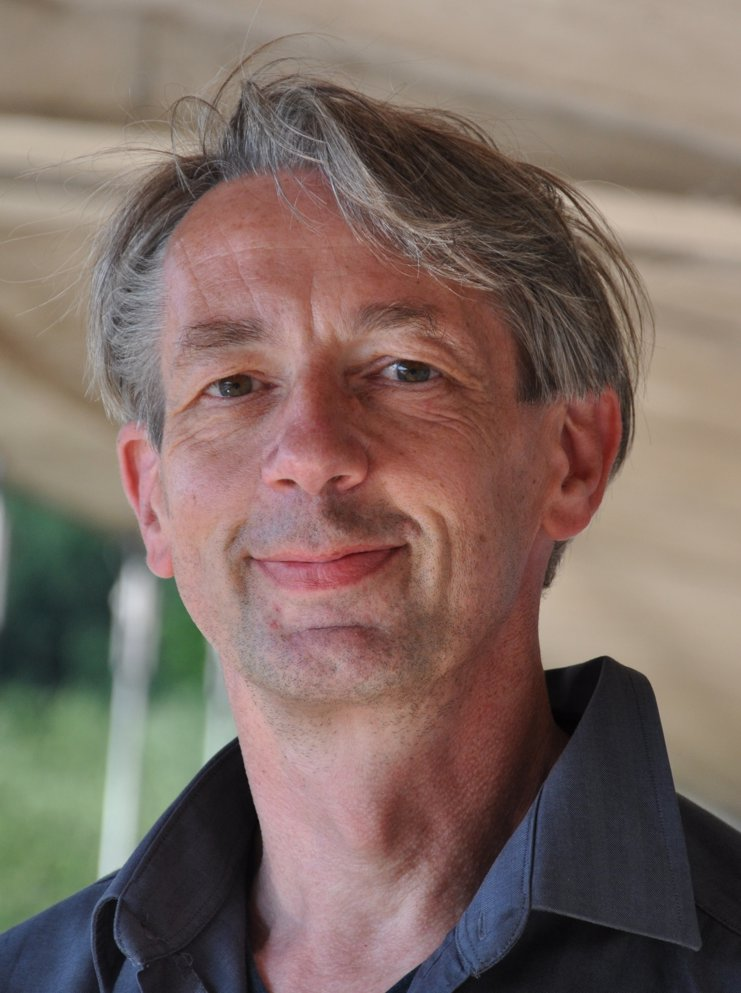
Andreas Helmling

Andreas Helmling (* 9. Juni 1959 in Heidelberg; † 19. August 2019) war ein konkreter und abstrakter Bildhauer sowie Designer.

## Leben
Helmling ging in Mannheim zur Schule. 1979 bis 1988 studierte er Kunsterziehung – Abschluss mit Staatsexamen 1984 – danach freie Bildhauerei an der Staatlichen Akademie der Bildenden Künste Karlsruhe, Meisterschüler von Otto Herbert Hajek 1988, 1987 Gastsstudium Experimentalfilm bei Peter Kubelka, Städelschule Frankfurt. Helmling lebte und arbeitete seit 1992 als freier Künstler in Hördt in der Pfalz. Helmling verstarb im August 2019 im Alter von 60 Jahren.

## Werke im öffentlichen Raum

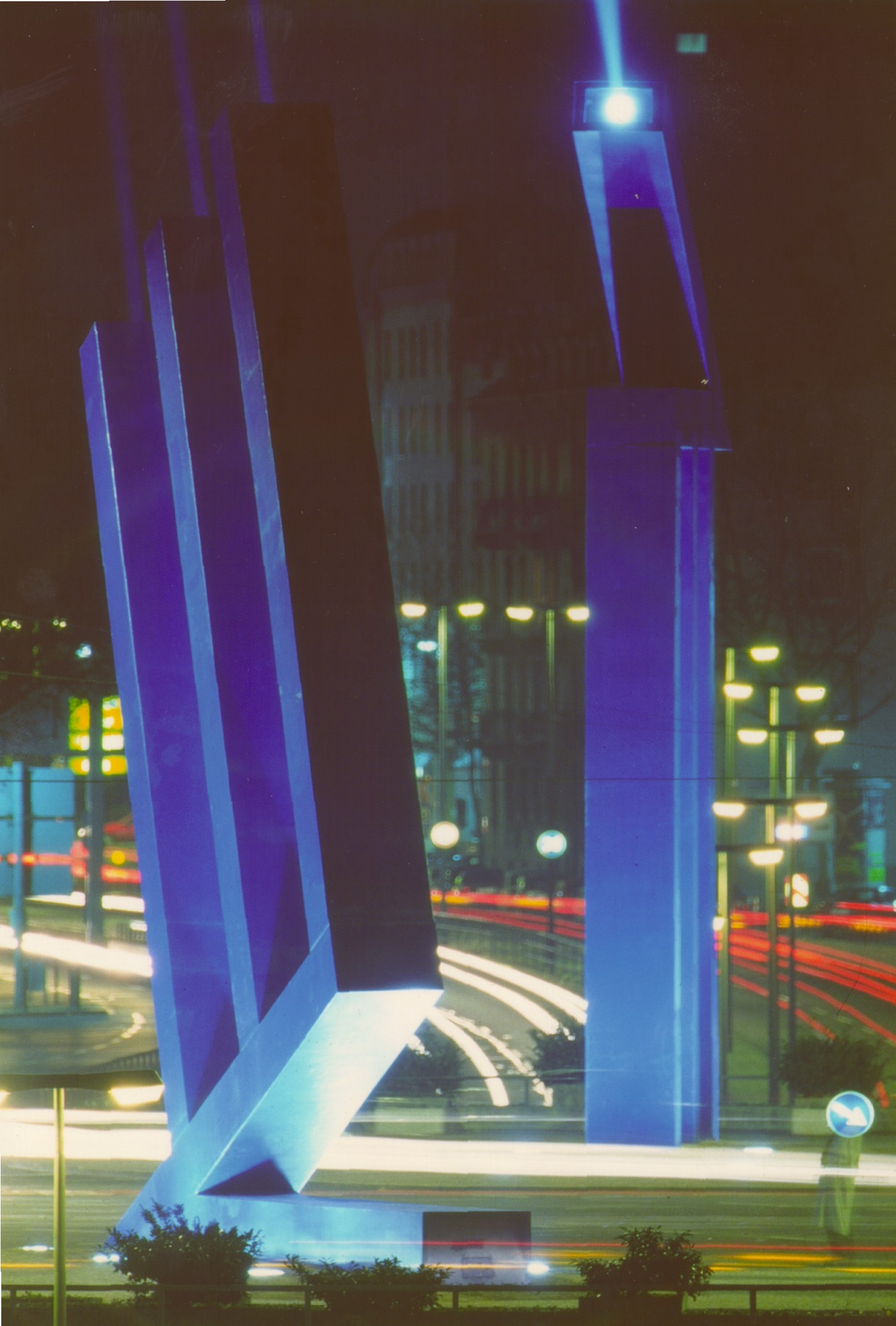
Das Ettlinger Tor in Karlsruhe bei Nacht

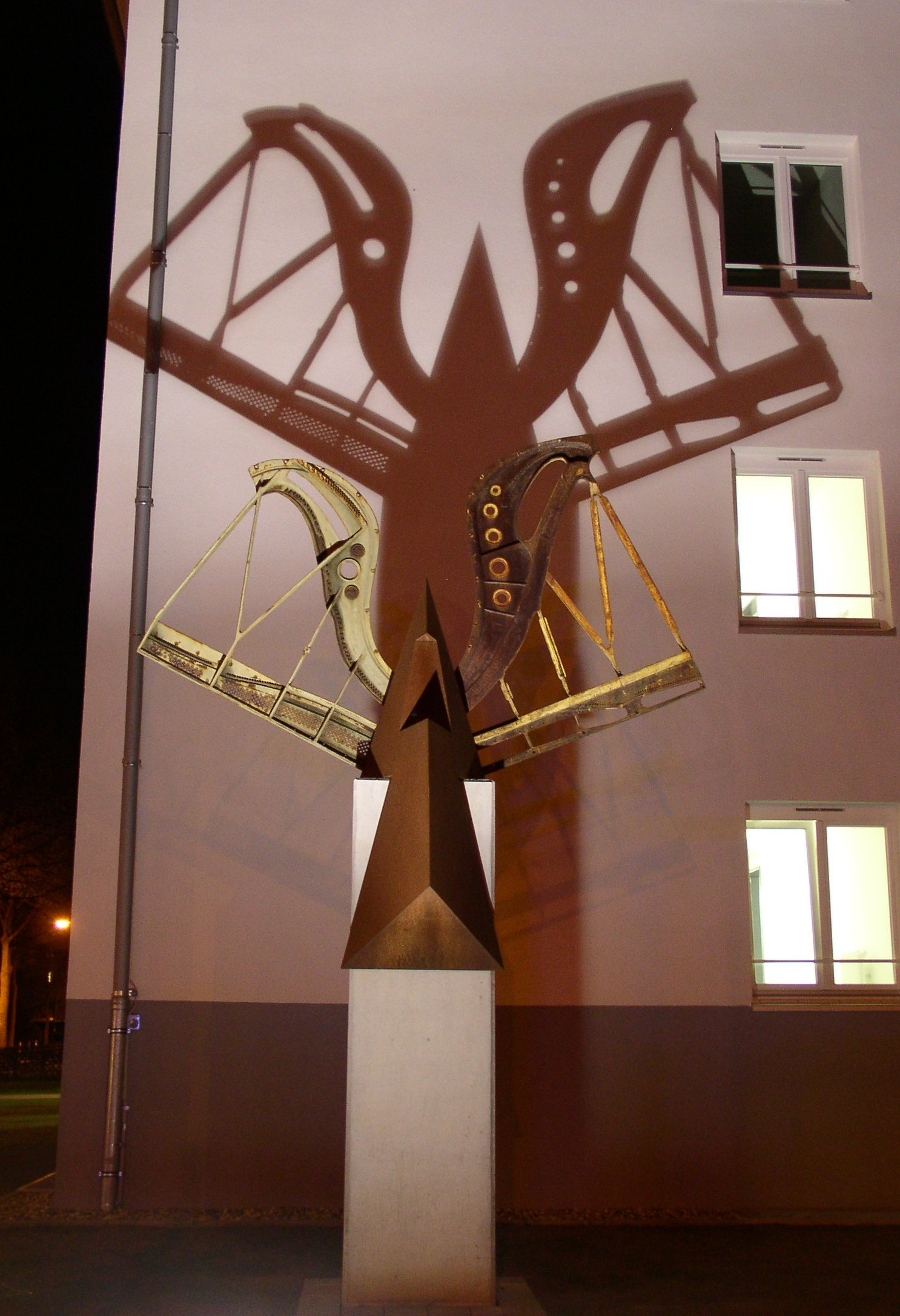
Engel

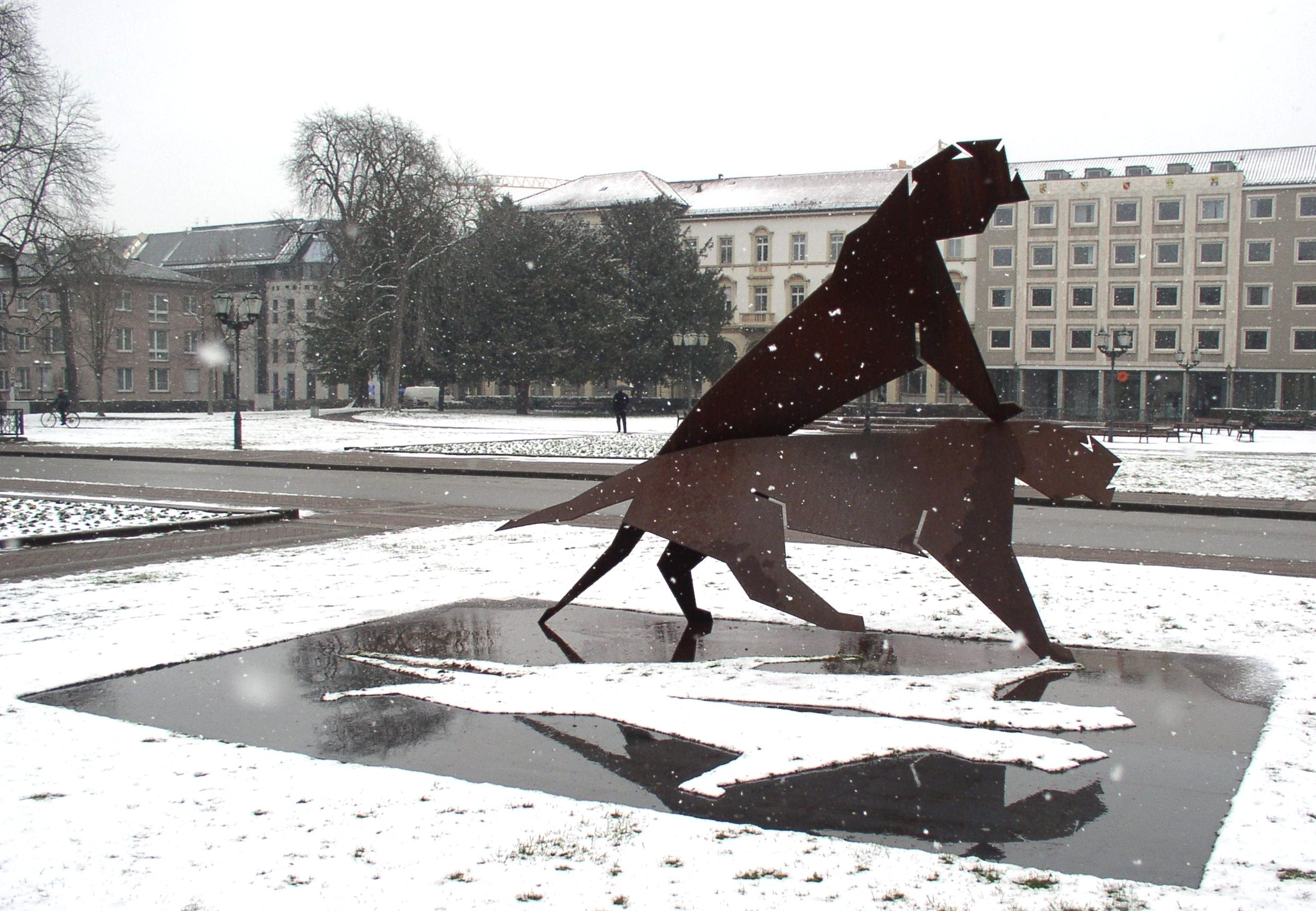
Panther vor dem Naturkundemuseum in Karlsruhe

- 1983 Süßen – Stadtpark – Süßener Kopf
- 1986 Gernsbach – Skulpturenweg
- 1989–98 Karlsruhe – Forschungszentrum Karlsruhe – 4-fach Durchdringung für FR2, Falkengarderobe und Stiertisch für IMK, Großer Stier Hauptverwaltung
- 1991–92 Hamburg – Verwaltungsneubau Tuchenhagen: Brunnen, Vorplatz, Foyer, Gästezentrum und Park
- 1992 Karlsruhe – 4 Skulpturen für die Südwest-Bau-BG
- 1993 Karlsruhe – Phönix – Relief, Stabile und Mobile – für die Hauptkundenhalle der BBBank
- 1994 Karlsruhe – Badenia Bausparkasse – Reliefbild das Bauen
- 1994 Germersheim – Raiffeisenbank – Brunnen Drehpunkt
- 1994 Rülzheim – VR-Bank – Würfelbrunnen
- 1995 Karlsruhe – Friedrichsplatz – Springende Panther
- 1996 Radebeul – Wohnpark Sondhelm – 3 Skulpturen
- 1996 Karlsruhe – Schreitender Gastdozentenhaus der Uni Karlsruhe
- 1997 Gernsbach – Sparkasse Rastatt-Gernsbach – Wandrelief
- 1997 Karlsruhe-Hagsfeld – L’Oréal – 3 Skulpturengruppen
- 1998 Karlsruhe – Via Triumphalis – Ettlinger-Tor-Skulptur
- 1998 Karlsruhe – Forschungszentrum Karlsruhe – Mikroskulptur-Ensemble
- 1998 Karlsruhe – Hauptverwaltung der Fiducia IT – 2 sitzende Figuren
- 1999 Fellbach – Homme qui marche – Stadthalle Fellbach
- 2000 Karlsruhe – Pavillon für das Architektenpaar Rotermund-Lehmbruck
- 2000 Karlsruhe – Skulpturen für das International Department – Schloßplatz
- 2000 Stettfeld – Löwenplatz Bushaltestelle als Löwenpavillon und Löwe
- 2001 Kaiserslautern – Der Kleine Prinz PRE-Park Kaiserslautern-Ost
- 2001 Kaiserslautern-Mölschbach – Kreuzung Ortsverwaltung
- 2001 Kaiserslautern-Dansenberg Gegenverkehr Bürgerzentrum
- 2002 Frankfurt am Main – 2 sitzende Africanas für die Uniklinik
- 2003 Hanau – 2 Skulpturen Eingangssituation Parkhaus
- 2003 Karlsruhe – Eingangsskulptur für die Tierklinik Ettlingen
- 2004 Saarbrücken – 10 Skulpturen für das Campusgelände DePuy
- 2005 Karlsruhe – Gestaltung des Außengeländes Vollack-Culturforum Karlsruhe – 7 Skulpturen und Majolika-Brunnenstele
- 2005 Berlin – Fusion für den Hauptsatz der neuen Bau-Berufsgenossenschaft
- 2005 Hördt/Pfalz – Stifterskulptur für den Verkehrskreisel
- 2005 Bad Kreuznach – Gebündelte Säule für Firma WIGO
- 2006 Rülzheim – Hängende Licht-Farbsäule für die Regionale Schule
- 2006 Karlsruhe – Musikalischer Engel Studentenwohnheim an der Musikhochschule
- 2006 Rülzheim – Mauritius – Pferd und Reiter Kreisel Nord
- 2006 Rülzheim – Schutzengel am Braun’schen Stift
- 2007 Germersheim – Löwentor,  Verkehrskreisel Ortseingang Süd
- 2009 Ladenburg – St. Martin-Skulptur bei der Martinsschule, Verkehrskreisel Ost
- 2009 Gernsbach Friedhofskapelle – Gedenktafel für Maria von Wedemeyer und Dietrich Bonhoeffer[2]
- 2010 Obereisesheim – Die Bachläufer, 4 Figuren zur Gestaltung des neuen Dorfplatzes
- 2010 Abenheim bei Worms, Weinbergspringerinnen – 2 Figuren auf einem ehemaligen Weinberg-Schützenturm
- 2011 Neckarsulm – Stadtpark Große Turnerin
- 2012 Kloster Dalheim (Lichtenau) – Lichtenau – Museum für Klosterkultur Drei hastende Nonnen im Konventgarten